# Delta Te Quiero
Delta Te Quiero es un equipo de fútbol sala que representa al estado Delta Amacuro de Venezuela. Actualmente, participa en la Liga Nacional de Fútbol Sala, donde ha sido dos veces campeón.

## Uniforme
- Uniforme titular: Camiseta blanca y detalles azules, pantalón blanco, medias blancas.
- Uniforme alternativo: Camiseta azul con azul rey en franjas horizontales, pantalón blanco, medias blancas.

## Historia
El equipo fue fundado en 2018 como parte de una iniciativa para levantar el deporte en Delta Amacuro, siendo el equipo principal, junto a las divisiones femeninas y menores, de la "Fundación Delta Te Quiero". Perteneciente a las divisiones de futsal de Venezuela, donde fue campeón al año siguiente. Bajo la directiva de Jesús Hidalgo "Chugaby", se implementaron mejoras en el estadio y en la estructura del equipo. En la segunda temporada, lograron ser campeones nuevamente, donde se definió al monarca del país en un partido llamado "Copa de Campeones", donde se midieron a Bucaneros de La Guaira, logrando revalidar su calidad de campeones. Participaron en la Copa de las Américas 2019, enfrentándose a Caciques del Quindío en su debut, donde alcanzarían el tercer lugar. Ganaron la oportunidad de representar a Venezuela en la Copa Libertadores 2020 por ser los campeones de la disciplina en el país, al vencer en la final al Real Esperanza.
A inicios del año 2021, reciben la noticia de que la selección de fútbol sala de Venezuela es nominada a los premios Futsal Planet 2020, donde gran parte de este equipo nacional está conformado por la plantilla del club.

### Copa Libertadores 2020
Luego de un proceso de preparación, y de efectuar el fichaje del técnico Eudo Villalobos, y otros jugadores más experimentados, el domingo 16 de mayo del 2021 sería su debut en la competición internacional. Debido a diversos inconvenientes que tuvieron los equipos en los vuelos y permisos para ingresar a Florida, Uruguay, donde la directiva de Conmebol decidió aplazar exactamente un día el cotejo pautado para el día 15. En la primera fecha de la Copa Libertadores de Futsal 2020 vencieron 4 a 1 al equipo boliviano Proyecto Latín. Al día siguiente, por la segunda fecha triunfarían por 3 a 0 ante el club uruguayo Peñarol, consiguiendo así su clasificación a la siguiente instancia. Cerrarían la participación en fase de grupos invictos, al empatar 1-1 ante Sport Club Corinthians de Brasil, clasificando a cuartos de final como segundo lugar.
En los cuartos de final, propinaría una goleada en un partido con resultado de 9 a 5 al club Cerro Porteño, convirtiéndose en el primer equipo venezolano en avanzar a semifinales en la nueva modalidad de la copa. En semifinales, cayeron ante el campeón defensor Carlos Barbosa, siendo delegados al partido por el tercer lugar, nuevamente ante Corinthians, teniendo esta vez al equipo venezolano como ganador por un marcador de 3 a 1.

## Participaciones internacionales
| Torneo                            | Participaciones |
| --------------------------------- | --------------- |
| Copa Libertadores de Futsal       | 2020            |
| Copa de las Américas (Zona Norte) | 2019            |

## Palmarés

### Torneos nacionales
- Liga Nacional de Fútbol Sala (2): 2018-2019, 2019-2020.
- Copa de Campeones (1): 2020

### Torneos internacionales
- Copa Libertadores de Futsal 2020:  Tercer Lugar